# West Maas en Waal
West Maas en Waal (uitspraakⓘ) is een gemeente in de Nederlandse provincie Gelderland die het westelijk deel van het Land van Maas en Waal beslaat. De gemeente telt 20.330 inwoners (22 november 2024, bron: CBS) en heeft een oppervlakte van 85,84 km² (waarvan 4,34 km² water). Het gemeentehuis staat in Beneden-Leeuwen. De gemeente wordt doorkruist door de N322, de verbindingsweg A27 – A50/A73.
De gemeente West Maas en Waal is ontstaan in 1984 na de herindeling van de gemeenten Appeltern, Dreumel en Wamel. Tot 1 juli 1985 was dit nog onder de naam Wamel.

## Kernen
Alphen, Altforst, Appeltern, Beneden-Leeuwen, Boven-Leeuwen, Dreumel, Maasbommel en Wamel.

### Topografie
Topografische gemeentekaart van West Maas en Waal, per juli 2016

## Verkeer en vervoer
Door de gemeente lopen de provinciale wegen N322 en N323.
Er zijn ook verschillende veerdiensten aan de gemeentegrens, zoals het fiets-en-voetveer Tiel - Wamel, Nieuwe Schans - Oijen, Moordhuizen - Lith en Megen - Appeltern.
Het openbaar vervoer in deze gemeente is per bus van Arriva en Breng met onder andere:
- Lijn 42: Tiel - Druten
- Lijn 165: 's-Hertogenbosch - Druten

## Gemeenteraad
De gemeenteraad van West Maas en Waal bestaat uit 17 zetels. Er zijn acht partijen vertegenwoordigd, waarvan er vijf deel uitmaken van de Federatie Dorpslijsten (F.D.). Hieronder de behaalde zetels per partij bij de gemeenteraadsverkiezingen sinds 1983:
| Partij                                                                     | 1983 | 1986 | 1990 | 1994 | 1998 | 2002 | 2006 | 2010 | 2014 | 2018 | 2022 |
| -------------------------------------------------------------------------- | ---- | ---- | ---- | ---- | ---- | ---- | ---- | ---- | ---- | ---- | ---- |
| FD Partij Beneden-Leeuwen (tot 2014: Partij Beneden-Leeuwen)               | -    | -    | -    | -    | 1    | 1    | 1    | 1    | 1    | 3    | 3    |
| F.D. Dreumel (tot 1986: Lijst Van Iedereen, 1998-2006: Dorpslijst Dreumel) | 2    | 2    | 2    | 3    | 3    | 3    | 3    | 3    | 3    | 3    | 3    |
| VVD                                                                        | 2    | 2    | 1    | 2    | 3    | 2    | 2    | 3    | 3    | 3    | 2    |
| F.D. Maasdorpen (tot 1990: Lijst-Hol)                                      | -    | 1    | 2    | 1    | 1    | 2    | 2    | 2    | 2    | 2    | 2    |
| Sociaal Maas en Waal                                                       | -    | -    | -    | -    | -    | -    | -    | -    | 2    | 1    | 2    |
| CDA                                                                        | 5    | 4    | 3    | 3    | 3    | 3    | 3    | 3    | 2    | 1    | 2    |
| F.D. Wamel                                                                 | -    | 1    | 2    | 2    | 1    | 1    | 1    | 1    | 1    | 1    | 2    |
| F.D. Boven-Leeuwen (tot 1994: Partij Belangen Gemeenschap)                 | 2    | 2    | 2    | 2    | 2    | 2    | 2    | 2    | 1    | 1    | 1    |
| SP                                                                         | -    | -    | -    | -    | -    | -    | -    | -    | 2    | 2    | -    |
| F.D. Beneden-Leeuwen (tot 1986: Partij voor Inspraak en Democratie)        | 2    | 2    | 2    | 2    | 1    | 1    | 1    | 2    | -    | -    | -    |
| PvdA                                                                       | 3    | 3    | 3    | 2    | 2    | 2    | 2    | -    | -    | -    | -    |
| Samen Sterk                                                                | 1    | -    | -    | -    | -    | -    | -    | -    | -    | -    | -    |
| Totaal                                                                     | 17   | 17   | 17   | 17   | 17   | 17   | 17   | 17   | 17   | 17   | 17   |

## Aangrenzende gemeenten
| Aangrenzende gemeenten | Aangrenzende gemeenten | Aangrenzende gemeenten | Aangrenzende gemeenten | Aangrenzende gemeenten |
| ---------------------- | ---------------------- | ---------------------- | ---------------------- | ---------------------- |
| Tiel                   |                        |                        |                        | Neder-Betuwe           |
|                        |                        |                        |                        |                        |
| West Betuwe            | Druten                 |                        |                        |                        |
|                        |                        |                        |                        |                        |
| Maasdriel              |                        | Oss (NB)               |                        | Wijchen                |

## Monumenten en beelden
In de gemeente zijn er een aantal rijksmonumenten, gemeentelijke monumenten en oorlogsmonumenten, zie:
- Lijst van rijksmonumenten in West Maas en Waal
- Lijst van gemeentelijke monumenten in West Maas en Waal
- Lijst van oorlogsmonumenten in West Maas en Waal
- Lijst van beelden in West Maas en Waal